# Otospermophilus
Az Otospermophilus az emlősök (Mammalia) osztályának a rágcsálók (Rodentia) rendjébe, ezen belül a mókusfélék (Sciuridae) családjába tartozó nem.
A korábban alnemként kezelt taxonokat a DNS-vizsgálatok alapján nem rangra emelték. Azóta az Otospermophilus nem az ürge (Spermophilus) alneme, hanem önálló nem.

## Életmódja, élőhelye
Mindenevő, amely a különféle termések mellett madártojásokat és rovarokat is eszik. 2013 és 2024 között a wisconsini Eau Claire-i Egyetem biológusai a kaliforniai Briones Regionális Parkban egyértelműen kimutatták, hogy az ott élő ürgék aktívan vadásznak a pockokra: rendszerint lelapulva, lesből csapnak le rájuk, de gyakran üldözik is őket.

## Rendszertani felosztása
Az új nembe három fajt sorolnak:
- kaliforniai-félszigeti ürge (Otospermophilus atricapillus) W. Bryant, 1889; régebben: Spermophilus atricapillus – nem fenyegetett.
- kaliforniai ürge (Otospermophilus beecheyi) Richardson, 1829; régebben: Spermophilus beecheyi – nem fenyegetett.
- sziklai ürge (Otospermophilus variegatus) Erxleben, 1777; régebben: Spermophilus variegatus – nem fenyegetett.